# Souternon
Souternon és un municipi francès situat al departament del Loira i a la regió d'Alvèrnia-Roine-Alps. L'any 2007 tenia 326 habitants.

## Demografia

### Població
El 2007 la població de fet de Souternon era de 326 persones. Hi havia 136 famílies de les quals 36 eren unipersonals (28 homes vivint sols i 8 dones vivint soles), 64 parelles sense fills, 32 parelles amb fills i 4 famílies monoparentals amb fills.
La població ha evolucionat segons el següent gràfic:
Habitants censats

### Habitatges
El 2007 hi havia 194 habitatges, 139 eren l'habitatge principal de la família, 37 eren segones residències i 18 estaven desocupats. 188 eren cases i 5 eren apartaments. Dels 139 habitatges principals, 114 estaven ocupats pels seus propietaris, 16 estaven llogats i ocupats pels llogaters i 9 estaven cedits a títol gratuït; 1 tenia una cambra, 8 en tenien dues, 21 en tenien tres, 39 en tenien quatre i 71 en tenien cinc o més. 110 habitatges disposaven pel capbaix d'una plaça de pàrquing. A 65 habitatges hi havia un automòbil i a 62 n'hi havia dos o més.

### Piràmide de població
La piràmide de població per edats i sexe el 2009 era:
| Homes | Edats   | Dones |
| ----- | ------- | ----- |
| 0     | 95 o +  | 0     |
| 0     | 90 a 94 | 4     |
| 0     | 85 a 89 | 0     |
| 0     | 80 a 84 | 0     |
| 12    | 75 a 79 | 0     |
| 4     | 70 a 74 | 12    |
| 12    | 65 a 69 | 20    |
| 8     | 60 a 64 | 12    |
| 12    | 55 a 59 | 4     |
| 20    | 50 a 54 | 12    |
| 16    | 45 a 49 | 16    |
| 0     | 40 a 44 | 4     |
| 16    | 35 a 39 | 4     |
| 8     | 30 a 34 | 8     |
| 8     | 25 a 29 | 12    |
| 16    | 20 a 24 | 0     |
| 4     | 15 a 19 | 16    |
| 12    | 10 a 14 | 8     |
| 8     | 5 a 9   | 4     |
| 4     | 0 a 4   | 8     |

## Economia
El 2007 la població en edat de treballar era de 203 persones, 130 eren actives i 73 eren inactives. De les 130 persones actives 125 estaven ocupades (75 homes i 50 dones) i 5 estaven aturades (2 homes i 3 dones). De les 73 persones inactives 35 estaven jubilades, 20 estaven estudiant i 18 estaven classificades com a «altres inactius».

### Ingressos
El 2009 a Souternon hi havia 135 unitats fiscals que integraven 314 persones, la mediana anual d'ingressos fiscals per persona era de 14.953,5 €.

### Activitats econòmiques
L'únic establiment que hi havia el 2007 era d'una empresa classificada com a «altres activitats de serveis».
L'any 2000 a Souternon hi havia 33 explotacions agrícoles que ocupaven un total de 1.292 hectàrees.

## Equipaments sanitaris i escolars
El 2009 hi havia una escola elemental integrada dins d'un grup escolar amb les comunes properes formant una escola dispersa.

## Poblacions més properes
El següent diagrama mostra les poblacions més properes.